# Dürri Mehmed Efendi
Dürri Mehmed Efendi (? - Istanbul el 1736/1737) fou un religiós turc otomà.
Fou kadiasker de Rumèlia dues vegades i després xaikh al-Islam (3 d'octubre de 1734) com a successor del difunt Ixak Efendi. Va patir una feridura (març del 1736) i va renunciar (abril).